# Wąwolnica (stacja kolejowa)
Wąwolnica – wąskotorowa stacja kolejowa w mieście Wąwolnica (gmina Wąwolnica), w województwie lubelskim, w Polsce. Stacja należy do Nadwiślańskiej Kolejki Wąskotorowej.